# Invasion finale
Pour plus de détails, voir Fiche technique et Distribution.
Invasion finale (Terminal Invasion) est un téléfilm de science-fiction réalisé par Sean S. Cunningham et diffusé le 14 septembre 2002 sur Sci Fi Channel.
En France, le téléfilm est sorti en DVD le 6 janvier 2004 sous le titre Terminal Invasion. Il a été diffusé à la télévision française le 20 mai 2007 sur Syfy Universal.

## Synopsis
Dans un aéroport bloqué par une tempête de neige, un détenu de prison tente d'arrêter l'invasion d'extra-terrestres qui ont pris l'apparence d'humains.

## Fiche technique
- Tire original : Terminal Invasion
- Titre français : Invasion finale
- Réalisateur : Sean S. Cunningham
- Scénario : Lewis Abernathy, John Jarrell et Robinson Young d'après une histoire de Lewis Abernathy
- Producteur : Derek Rappaport
- Producteurs exécutifs : Sean S. Cunningham et Chuck Simon
- Producteurs associés : Geoff Garrett et Paul M. Leonard
- Musique : Harry Manfredini
- Directeur de la photographie : Rudolf Blahacek
- Montage : Michael Stern et Nelson Torres
- Distribution : Nelleke Privett
- Décors : Ed Hanna
- Costumes : Ruth Secord
- Effets spéciaux de maquillage : Sean Sansom
- Effets visuels : Gerard Black, Frank Lawas et Dan Lazarow
- Production : Amber Light Films Inc. - Crystal Lake Entertainment - S Pictures - The Sci-Fi Channel
- Distribution : The Sci-Fi Channel
- Durée : 90 minutes
- Langue : anglais
- Pays :  États-Unis /  Canada

## Distribution
- Bruce Campbell : Jack
- Chase Masterson : Cathy Garrett
- C. David Johnson : David Higgins
- Kedar Brown : Darian
- Andrew Tarbet : Andrew Philips
- Sarah Lafleur : Sarah Philips
- Marcia Bennett : Gloria
- Chuck Byrn : Del
- Jason Jones : Sergent Griffin
- Stephen Joffe : Stephen
- Hannah Lochner : Hannah
- Dylan Bierk : Angie
- Ian Downie : Révérend Callaghan
- Scott Wickware : Officier Red
- Jake Simons : Officier Tommy